# 朱睦枸
鄢陵恭昭王朱睦枸（1490年代—1576年），明朝周藩第四代鄢陵王，鄢陵端僖王朱安沅的嫡長子。

## 生平
弘治十三年（1500年）七月賜名。
嘉靖十八年（1539年），朱安沅薨。嘉靖二十年（1541年）十二月，明世宗遣隆平侯張偉等為正使，翰林院編修趙貞吉等為副使，持節冊封朱睦枸為鄢陵王，夫人劉氏為鄢陵王妃。
朱睦枸七十二岁时曾得到世宗嘉奖。
鄢陵王府鎮國中尉朱勤熨及其子朱朝㙕因赴闕言事，都發高墻禁錮。因禮部奉詔書請求寬釋優處，隆慶元年（1567年）正月釋放二人歸本府有司存卹。
万历二年（1574年）十一月，因朱睦枸王妃王氏已故，没有嫡子，明神宗准朱睦枸已故嫡长子鄢陵长子朱勤炡的庶长子輔國將軍朱朝㙡改封為鄢陵長孙。
万历四年（1576年），朱睦枸去世。因嘉興王朱厚爖、岷府建德王朱定𤈍、周府博平王朱睦柯、朱睦枸、奉新王朱勸𤈪、儀封王朱在鑾、代府棗強王朱充燤、晉府義寧王朱慎鑠、榮府富城王朱厚𤉷、趙府平鄉王朱厚燝、靖遠伯王學詩、清平伯吳家彥、太子太保尚書兼文淵閣大學士趙貞吉先後病故，在禮部請求下，同年十二月，神宗輟朝一日，不鳴鐘鼓，服淺淡色，文武百官各自按例着素服角帶上朝。
万历十九年（1591年），朱朝㙡袭封鄢陵王。